# 岩見沢郷土科学館
岩見沢郷土科学館（いわみざわきょうどかがくかん）は、北海道岩見沢市にある博物館・科学館。いわみざわ公園内にある。

## 概要
郷土資料展示室とプラネタリウムをあわせ持つ施設。収蔵展示や常設展示のほかに特別企画展も行っている。プラネタリウム室には直径12 mのスクリーンがある。
吉野ヶ里遺跡から発掘された出土品の一部を佐賀県神埼市より借り受けて特別展示しているほか、日本国内で初めて報告された閃電岩（雷管石）の一部、開墾作業の時刻を告げた北海道で唯一現存している鐘（号鐘）、岩見沢市指定の有形文化財となる石器群などを展示している。

## 施設
- 開館時間：9:30 - 17:00（火曜日は13:30開館）
- 休館日：月曜日（祝日の場合は開館）、年末年始（12月29日から1月3日）
- 入館料：大人310円 高校生210円 小・中学生100円[7]
- プラネタリウム観覧料：大人210円 高校生150円 小・中学生100円[7]

1階
- アトリウム
- ホール
- 自由学習室
- 昔なつかし展
- 科学体験コーナー
- 化石・土器
- 事務室

2階
- カメ棺展示
- 吉野ヶ里遺跡
- 雷管石・開拓の鐘
- 収蔵展示室

3階
- プラネタリウム（光学式プラネタリウムとデジタルプラネタリウムを併用）

## アクセス・駐車場
- 北海道中央バス（岩見沢営業所）「いわみざわ公園」バス停下車
- 道央自動車道岩見沢ICから約5分
- 無料駐車場約300台

## 参考資料
- “岩見沢郷土科学館条例”. 岩見沢市例規集.  岩見沢市. 2016年6月23日閲覧。
- “岩見沢郷土科学館条例施行規則”. 岩見沢市例規集.   岩見沢市. 2016年6月23日閲覧。